# Rhynchothorax barnardi
Rhynchothorax barnardi är en havsspindelart som beskrevs av Child, C.A. och J.W. Hedgpeth 1971. Rhynchothorax barnardi ingår i släktet Rhynchothorax och familjen Rhynchothoracidae. Inga underarter finns listade i Catalogue of Life.